# Kathy Tremblay
Kathy Tremblay (* 16. Juni 1982 in Sainte-Foy, jetzt Teil von Quebec), ist eine ehemalige kanadische Triathletin. Sie ist zweifache Olympiateilnehmerin (2008 und 2012) und früheres Mitglied des Nationalteams.

## Werdegang
Tremblay schloss an der Université de Montréal ein Bachelor-Studium in PR und Wirtschaft ab (Relations industrielles, relations publiques et création d'entreprises) und wurde von ihrem Freund David-James Taché gecoacht.
Kathy Tremblay schreibt ihren Erfolg auch der uneingeschränkten Unterstützung durch ihre Familie zu, nämlich durch ihre Eltern Francine und Remi, die für das kanadische Militär arbeiten sowie ihre Schwester Melanie.
Im August 2008 startete sie bei den Olympischen Spielen in Peking, wo sie von 55 Frauen den 31. Rang belegte. 2009 wurde sie Dritte bei der Triathlon-Weltmeisterschaft im Mixed Team für Kanada.
2012 konnte sie sich zusammen mit Paula Findlay, Simon Whitfield und Kyle Jones erneut für einen Startplatz in London platzieren, konnte das Rennen aber nach einem Radsturz nicht beenden.
Nach der Saison 2012 kündigte sie an, für ein Jahr pausieren zu wollen. Seitdem tritt sie nicht mehr international in Erscheinung.
Kathy Tremblay ist seit September 2012 verheiratet und lebt mit ihrem Mann  und Sohn in Montréal.

## Sportliche Erfolge
| Datum/Jahr    | Rang | Wettbewerb                                    | Austragungsort | Zeit     | Bemerkung                                                                                     |
| ------------- | ---- | --------------------------------------------- | -------------- | -------- | --------------------------------------------------------------------------------------------- |
| 4. Aug. 2012  | DNF  | Olympische Sommerspiele 2012                  | London         | –        | Radsturz                                                                                      |
| 22. Apr. 2012 | 1    | ITU Triathlon World Cup                       | Ishigaki       | 02:05:38 |                                                                                               |
| 14. Apr. 2012 | 8    | ITU Triathlon World Championship Series 2012  | Sydney         | 02:02:34 | beim Auftaktrennen                                                                            |
| 12. Juli 2009 | 4    | ITU Triathlon World Championship Series 2009  | Kitzbühel      | 01:55:21 | beim vierten Rennen der Saison                                                                |
| 28. Juni 2009 | 3    | ITU Triathlon World Championship Mixed Relay  | Des Moines     | 00:21:47 | Triathlon-Weltmeisterschaft Mixed Team – mit Lauren Groves, Brent McMahon und Simon Whitfield |
| 2. Mai 2009   | 4    | ITU Triathlon World Championship Series 2009  | Tongyeong      | 02:03:32 |                                                                                               |
| 18. Aug. 2008 | 31   | Olympische Sommerspiele 2008                  | Peking         | 02:05:22 |                                                                                               |
| 3. Sep. 2006  | 25   | ITU Triathlon World Championships             | Lausanne       |          |                                                                                               |
| 10. Sep. 2005 | 5    | ITU Triathlon World Championship U23          | Gamagōri       |          | U23-Triathlon-Weltmeisterschaft                                                               |
| 9. Mai 2004   | 9    | ITU Triathlon World Championship U23          | Madeira        |          | U23-Triathlon-Weltmeisterschaft                                                               |
| 9. Nov. 2002  | 15   | ITU Triathlon World Championship U23          | Cancún         |          | U23-Triathlon-Weltmeisterschaft                                                               |
| 22. Juli 2001 | 10   | ITU Triathlon World Championship Junior Women | Edmonton       | 02:06:14 | Triathlon-Weltmeisterschaft Junioren                                                          |
| 30. Apr. 2000 | 17   | ITU Triathlon World Championship Junior Women | Perth          | 02:19:00 | Triathlon-Weltmeisterschaft Junioren                                                          |

| Datum/Jahr    | Rang | Wettbewerb                       | Austragungsort | Zeit     | Bemerkung |
| ------------- | ---- | -------------------------------- | -------------- | -------- | --------- |
| 28. Okt. 2015 | 3    | Toronto Waterfront Half Marathon | Toronto        | 01:18:44 | [ 7 ]     |

(DNF – Did Not Finish)